# Behovshierarki

Den mest välkända modellen över en behovstrappa, av Abraham H. Maslow.

En behovshierarki eller behovstrappa är en förklaringsmodell inom psykologin för hur människor prioriterar sina behov. Modellen presenterades 1943 av den amerikanske psykologen Abraham H. Maslow i artikeln "A Theory of Human Motivation". Teorin nämner, i sin första version, behov i fem nivåer, vilka omarbetades under 1950-talet. Den primära idén innebär att behoven på en lägre nivå måste vara tillfredsställda innan högre mål blir viktiga för individen. När vi rör oss mellan stadierna handlar det inte enbart om att klättra sig uppåt i hierarkin, utan en person kan flytta sig fritt mellan dem eller stanna kvar på någon av nivåerna.

## Maslows behovstrappa
De fem behoven är enligt Maslow (1 är längst ner i trappan och 5 i toppen):
1. Fysiologiska behov
2. Trygghetsbehov
3. Behov av kärlek
4. Självhävdelsebehov
5. Självförverkligande behov

Det första behovet, fysiologiska behov, är den grundläggande gruppen och står för till exempel hunger, törst, sömn och sex. Maslow menar dock att de första steget i trappan, det vill säga fysiologiska behov, är grunden för motivation hos människan. Vad individen väljer att prioritera är individuellt och styrs bland annat av medfödda, inlärda och situationsfaktorer. Om inte de här behoven tillgodoses kan vi drabbas av sjukdomar, irritation, smärta, obehag, och därför strävar människan efter att så snabbt som möjligt tillfredsställa behoven och uppnå jämvikt. Trygghetsbehoven, även kallade säkerhetsbehov, handlar om att man ska vara skyddad från fysiskt våld, psykiskt våld, kriminalitet och dylikt. Behov av kärlek motsvarar de sociala behoven (större begrepp än kärlek) som till exempel mänsklig närkontakt genom familj och vänner. Människan är flockdjur så även om man lever ensam behövs viss bekräftelse för att minimera känslan av ensamhet. De tre första behoven som nämns räknas som bristbehov, vilket är grunden för att människan ska må bra och har förutsättningar att bli motiverad. Självhävdelsebehoven är till exempel att människor har behov av självrespekt och respekt från andra. De självförverkligande behoven går ut på att få utveckla sina kunskaper och möjligheter fritt. De två sista behoven är utvecklingsbehov som ger en människa personlig utveckling och möjlighet att uppnå sin fulla potential.
Maslow definierade dessa behov i en sorts successiv hierarki, men inte i någon tydlig trappa. Flera behov finns samtidigt, enligt Maslow, men individen prioriterar något av dem. Metaforen med trappor har senare tolkare av Maslows skrifter skapat för att göra modellen tydligare. Maslows originaltanke förändrade i stort människans syn på hur man ska bete och uppföra sig, möjligen var han en mycket omtyckt man med stor fäbless för ekonomisk tillväxt varpå hans modell blev så väl mottagen bland befolkningen.
Maslows teori är historiskt viktig och vanligt förekommande inom motivationspsykologin då den inför grundläggande begrepp om hierarkisk och individuell motivation.
Hur lång tid denna "trappa" tar att ta sig igenom varierar väldigt mycket från person till person. Det har mycket med kulturell inställning av göra, men också hur olika vi är som människor. Exempelvis så har vi i Sverige ett väldigt grundläggande förhållningssätt till steg 1, de grundläggande behoven. Majoriteten av oss får mat på bordet varje dag, tillgång till kläder är aldrig något vi reflekterar över och så vidare, medan det i andra delar av världen kan vara ett mycket mer väsentligt ämne och en källa till oro. I vissa delar av världen föds man fattigare än i andra delar och det självförverkligande steget prioriteras inte i första hand och kan ta lång till att nå upp till. Om man ens kommer dit är inte säkert.
Kritik som förts fram mot modellen är att den inte tar hänsyn till de behov som är av både individuell och kulturell genes (ursprung). Modellen har väldigt litet empiriskt stöd, men det finns ett visst antal studier som har utförts med bland annat chefer. Det betyder inte att resultaten är pålitliga, utan forskare menar att detta är en inspirationskälla och väldigt svår att forska på.